# Domitianus palats
Domitianus palats är beläget på Palatinen i Rom. Det uppfördes åren 81–92 e.Kr. på order av kejsar Domitianus efter ritningar av arkitekten Rabirius. Domitianus palats består av tre huvuddelar: Domus Flavia, Domus Augustana och Palatinska stadium. Palatset byggdes ovanpå tidigare byggnader, bland annat Neros Domus Transitoria och Griparnas hus från den sena republikens tid.